# Burchard z Würzburga
Burchard z Würzburga, również z niem. Burkard lub Burkhard, staroang.  Burgheard (ur. ok. 684 w Anglii, zm. 2 lutego 754 w Hohenburgu w Bawarii) – anglosaski benedyktyn (OSB), misjonarz, pierwszy biskup Würzburga (741-754), święty Kościoła katolickiego.
Sakrę biskupią, w imieniu papieża Zachariasza (zm. 752), otrzymał w 741 z rąk benedyktyńskiego biskupa św. Bonifacego-Winfrida (zm. 754).
W 742 brał udział w pierwszym niemieckim synodzie tzw. Concilium Germanicum a w 747 w ogólnofrankońskim w Estiennes (dzis. Escalans).
8 lipca 743 roku Burchard dokonał w Würzburgu pierwszej elewacji relikwii iroszkockiego mnicha i męczennika św. Kiliana, prawdopodobnie z inicjatywy św. Bonifacego, który założył diecezję w mieście w 741 roku. Kolejne przeniesienia miały miejsce w 746 i 752 roku.
Święty Burchard jest patronem osób cierpiących na reumatyzm, zapalenie stawów, nerek, i z powodu kamieni nerkowych, oraz bóle krzyża.
Jego wspomnienie liturgiczne obchodzone jest w Kościele katolickim i ewangelickim w Niemczech (EKD) 2 lutego lub 14 października na pamiątkę przeniesienia relikwii przez biskupa Hugo w 988 roku do nowo założonego klasztoru św. Andrzeja (niem. Andreas-Kloster lub Andreaskloster Würzburg, dzis. kościół św. Burcharda w Wűrzburgu).